# مقاطعة بون (إلينوي)
مقاطعة بون (بالإنجليزية: Boone County)‏ هي إحدى المقاطعات في ولاية إلينوي في الولايات المتحدة الأمريكية.